# Belgisch-britische Beziehungen
Die belgisch-britischen Beziehungen sind das zwischenstaatliche Verhältnis zwischen dem Königreich Belgien und dem Vereinigten Königreich von Großbritannien und Nordirland. Bereits im Mittelalter bestanden enge Kontakte zwischen England und Regionen des heutigen Belgien, insbesondere durch den regen Tuchhandel zwischen England und Flandern. Großbritannien spielte auch bei der Entstehung des belgischen Staates im 19. Jahrhundert eine entscheidende Rolle, indem es 1839 die Unabhängigkeit Belgiens anerkannte und dessen immerwährende Neutralität garantierte. In beiden Weltkriegen kämpften britische und belgische Truppen Seite an Seite; die deutsche Verletzung der belgischen Neutralität 1914 war der unmittelbare Kriegsgrund für Großbritannien, und 1944 befreite die britische Armee Belgien von der nationalsozialistischen Besatzung. Nach 1945 wurden beide Länder Gründungsmitglieder der NATO und Partner in der Europäischen Union bis zum EU-Austritt des Vereinigten Königreichs.

## Geschichte

### Frühe Kontakte

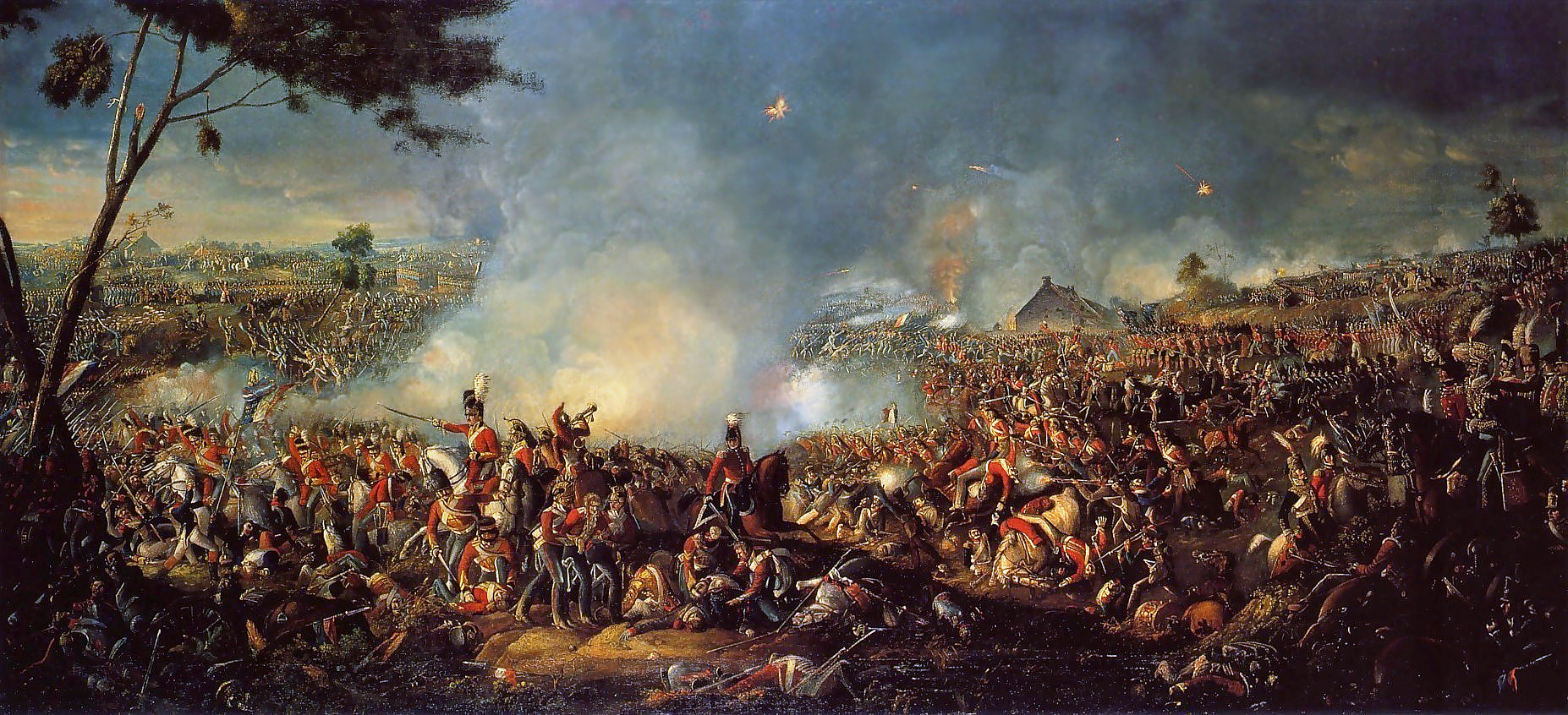
Schlacht bei Waterloo (1815)

Schon im Mittelalter waren England und die Gebiete des heutigen Belgien wirtschaftlich und politisch eng verbunden. Knapp ein Viertel der Soldaten bei der Normannische Eroberung Englands kamen aus Flandern. In der Folgezeit bildete englische Wolle den Rohstoff für die flämische Tuchindustrie, und Städte wie Brügge, Gent und Ypern florierten durch den Handel mit England. Im Gegenzug importierten englische Kaufleute hochwertige flämische Tücher und Luxuswaren. In dieser Zeit kam es auch zu Bündnissen: So verbündete sich König Eduard III. von England zu Beginn des Hundertjährigen Krieges (1337–1453) mit den flämischen Städten gegen Frankreich. Während der frühen Neuzeit blieb das Gebiet der heutigen Benelux-Staaten der Schauplatz anglo-französischer Rivalität. Im Spanischen Erbfolgekrieg (1701–1714) etwa kämpften britische Truppen unter dem Duke of Marlborough in den Südlichen Niederlanden gegen Frankreich, und in der Schlacht bei Oudenaarde (1708, im heutigen Ostflandern) errangen die Briten und ihre Verbündeten einen wichtigen Sieg. Im Zuge der Französischen Revolution und der Herrschaft Napoleons geriet das belgische Gebiet zeitweise unter französische Kontrolle; die britische Armee beteiligte sich an mehreren Feldzügen in den Niederlanden. Der Höhepunkt dieser Epoche war die Schlacht bei Waterloo von 1815, die auf heutigem belgischen Boden (bei Mont-Saint-Jean südlich von Brüssel) ausgetragen wurde und in der britische Truppen unter dem Duke of Wellington gemeinsam mit preußischen Verbündeten Napoléon Bonaparte entscheidend besiegten. Nach Napoleons Sturz wurde Belgien 1815 mit den Niederlanden vereinigt, um als Pufferstaat zu dienen – ein Konzept, das von Großbritannien unterstützt wurde.

### Von der belgischen Unabhängigkeit bis 1945
Die Belgische Revolution von 1830 führte zur Loslösung Belgiens von den Niederlanden. Großbritannien reagierte zunächst zögerlich auf die Gründung eines belgischen Nationalstaats, befürchtete aber vor allem eine Annexion Belgiens durch das benachbarte Frankreich. Selbst die Wahl von Leopold von Sachsen-Coburg, dem ehemaligen Schwiegersohn des britischen Königs Georg IV. und Onkel der späteren Königin Victoria, zum König der Belgier konnte keine diplomatische Anerkennung durch London erlangen. Schließlich wurde durch die Londoner Konferenz 1831 ein vorläufiger europäischer Kompromiss erzielt. Dabei erkannten die Großmächte, darunter Großbritannien, die Unabhängigkeit und immerwährende Neutralität Belgiens im Londoner Vertrag von 1839 an. Großbritannien trat damit als Garant der belgischen Neutralität auf. In der zweiten Hälfte des 19. Jahrhunderts blieben die Beziehungen von einer britischen „Balance-of-Power“-Politik geprägt: London betrachtete ein stabiles, neutrales Belgien als wichtigen Puffer gegenüber Frankreich und später auch gegenüber dem expandierenden Deutschen Reich. Zugleich kooperierten Belgier und Briten in Übersee: Auf der Kongo-Konferenz von 1884/85 erkannte Großbritannien den Kongo-Freistaat als persönlichen Besitz von König Leopold II. von Belgien an. Wenig später wurde Großbritannien allerdings zum Zentrum der internationalen Kritik an den dortigen Gräueltaten und britische Menschenrechtler wie E. D. Morel und Roger Casement gründeten die Congo Reform Association, die für ein Ende von Leopolds Herrschaft eintrat. Der öffentliche Druck trug dazu bei, dass Belgien 1908 den Kongo-Freistaat von Leopold übernahm und zur belgischen Kolonie machte.

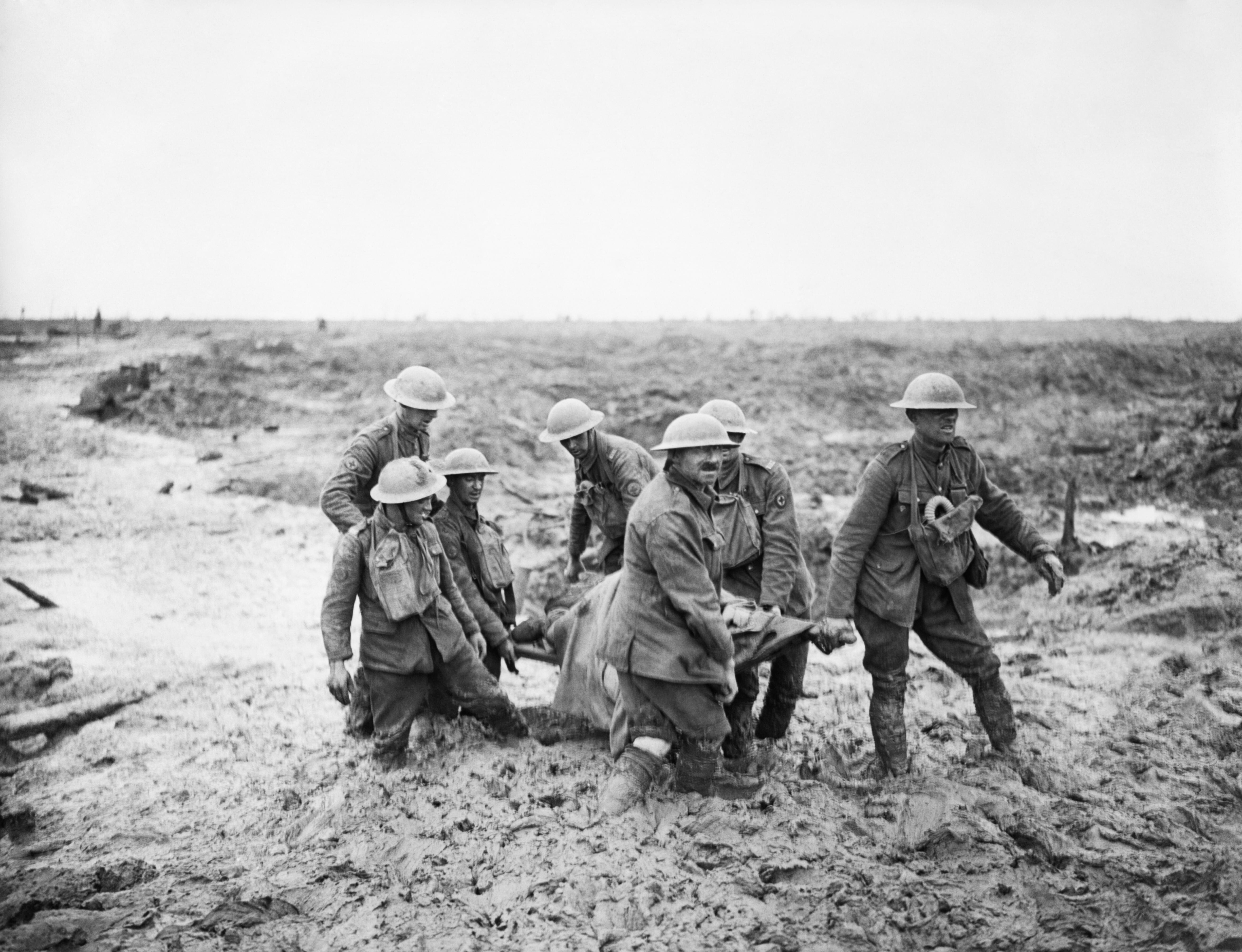
Britische Soldaten bei Ypern (1917)

Anfang des 20. Jahrhunderts rückte die deutsche Gefahr in den Vordergrund. Ab 1905 fokussierte sich die britische Militärplanung verstärkt auf das europäische Festland und bezog mögliche Operationen auf belgischem Boden in ihre Überlegungen ein. Als das Deutsche Reich im August 1914 in Belgien einmarschierte („rape of Belgium“) und damit die vertraglich garantierte Neutralität Belgiens verletzte, führte dies in Großbritannien zu einer Welle der Empörung und war der unmittelbare Auslöser für den britischen Kriegseintritt in den Ersten Weltkrieg. Unter dem Schlagwort der Verteidigung der kleinen Nationen („poor little Belgium“) und des internationalen Völkerrechts stellte sich die britische Öffentlichkeit solidarisch hinter Belgien. Hunderttausende belgische Flüchtlinge – Schätzungen sprechen von bis zu 200.000 – suchten während des Krieges Zuflucht in Großbritannien. Belgisch-britische Truppenkooperationen bestanden insbesondere an der Yser-Front in Westflandern; belgische und britische Soldaten kämpften gemeinsam in verlustreichen Kämpfen wie den Schlachten um Ypern (1914–1917). Nach dem Krieg gehörte Belgien zu den Siegermächten und erhielt in Versailles unter anderem das Gebiet Eupen-Malmedy zugesprochen. Großbritannien unterstützte Belgien in der Folgezeit und übernahm 1925 im Locarno-Pakt die Garantie für Belgiens territoriale Integrität.
Im Zweiten Weltkrieg wurde Belgien trotz seiner Neutralität im Mai 1940 von der Wehrmacht überfallen (Westfeldzug). Britische und französische Truppen eilten zu Hilfe, konnten den deutschen Vormarsch jedoch nicht stoppen. Nach der Kapitulation Belgiens Ende Mai 1940 mussten die britischen Expeditionskräfte über Dünkirchen nach England evakuiert werden. Die belgische Regierung unter Premier Hubert Pierlot ging ins Exil nach London, wo sie eng mit der britischen Regierung und anderen Alliierten kooperierte. Belgien entsandte ein Exil-Kontingent (die Brigade Piron), das ab 1944 auf Seiten der Alliierten kämpfte. Nach der alliierten Landung in der Normandie (Juni 1944) rückten britische Truppen rasch Richtung Belgien vor. Am 3. September 1944 erreichte die britische Armee Brüssel und befreite die belgische Hauptstadt unter Jubel der Bevölkerung. Bis Oktober 1944 war fast ganz Belgien von britischen, kanadischen und amerikanischen Verbänden befreit; lediglich im Ardennengebiet kam es im Winter 1944/45 (Ardennenoffensive) noch einmal zu heftigen Kämpfen. Nach Kriegsende gehörte Belgien zu den engsten Partnern Großbritanniens in der entstehenden Nachkriegsordnung.

### Seit 1945

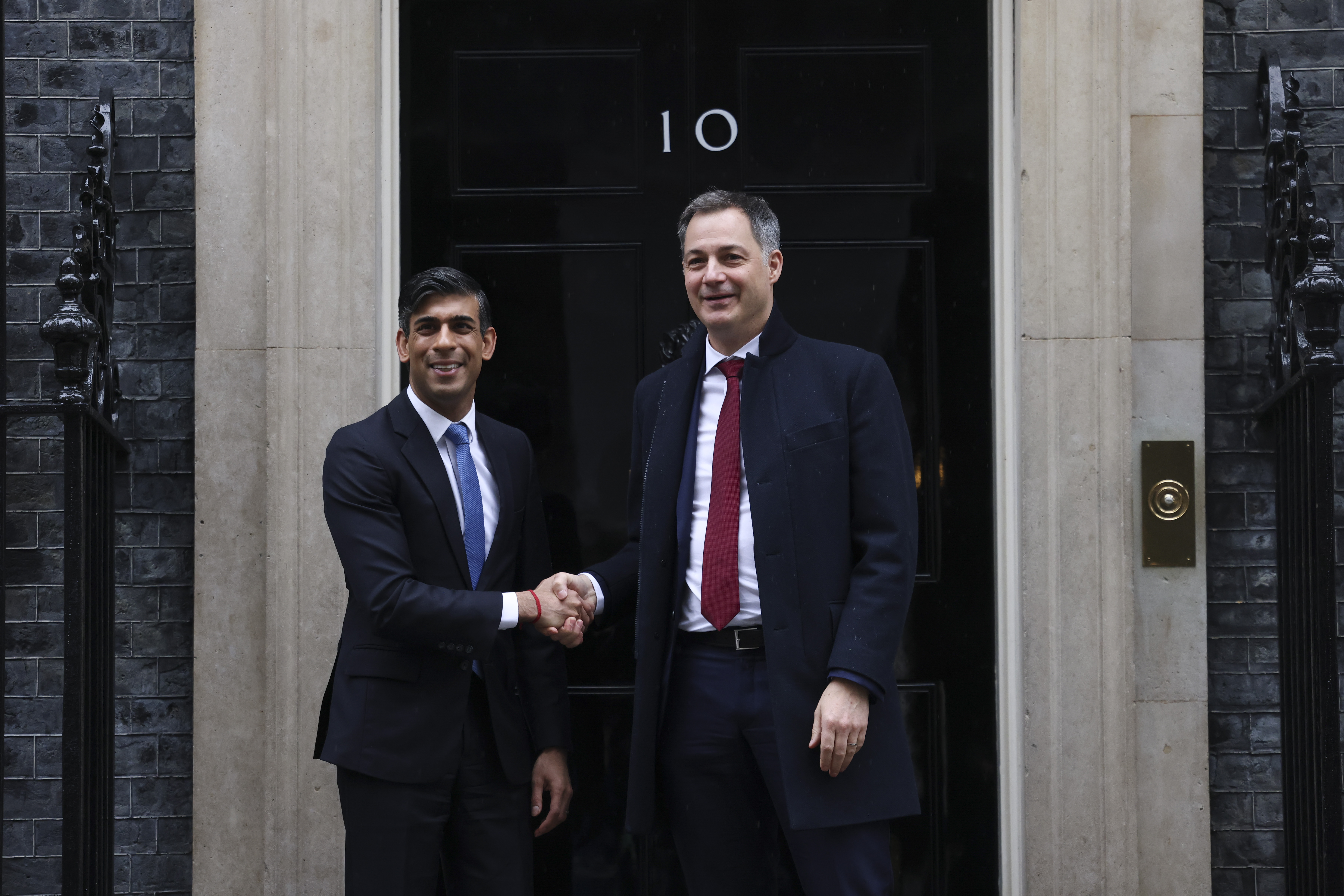
Rishi Sunak und Alexander De Croo (2024)

Belgien wurde 1948 Mitgründer des Brüsseler Pakts, eines westeuropäischen Verteidigungsbündnisses unter britischer Führung. Im April 1949 wurden sowohl Belgien als auch Großbritannien Gründungsmitglieder der Nordatlantikpakt-Organisation (NATO). In Brüssel wurde 1967 das neue NATO-Hauptquartier eingerichtet – ein Symbol für Belgiens zentrale Rolle in der westlichen Verteidigung und für die dauerhafte Präsenz britischer Verbündeter im Lande. Parallel engagierte sich Belgien stark in der europäischen Integration (Montanunion 1951, EWG 1957), während Großbritannien zunächst außerhalb blieb und erst 1973 der Europäischen Wirtschaftsgemeinschaft beitrat. In den folgenden Jahrzehnten entwickelten sich die belgisch-britischen Beziehungen sowohl im multilateralen (NATO, EG/EU) als auch im bilateralen Rahmen weiter. Es gab enge Abstimmungen in der Sicherheitspolitik (z. B. Stationierung britischer Truppen im benachbarten Westdeutschland, gemeinsame Manöver und Rüstungskooperationen) sowie vielfältige wirtschaftliche Verflechtungen. Allerdings traten mitunter auch Differenzen zutage – etwa in der Europapolitik, wo Belgien als föderalistischer „Kerneuropa“-Staat galt, während Großbritannien für ein Europa der Nationalstaaten eintrat, und versuchte seine Souveränität gegenüber europäischen Institutionen zu verteidigen.
Das Referendum von 2016 über den Austritt des Vereinigten Königreichs aus der EU (Brexit) markierte einen Einschnitt in den belgisch-britischen Beziehungen. Am 31. Januar 2020 verließ Großbritannien nach 47 Jahren Mitgliedschaft die Europäische Union, was aufgrund der engen wirtschaftlichen und politischen Beziehungen mit Großbritannien von der belgischen Regierung mit großen Bedauern aufgenommen wurde. Im Handels- und Kooperationsabkommen zwischen der Europäischen Union und dem Vereinigten Königreich einigten sich beide Seiten auf die künftigen Regeln für Handel und Zusammenarbeit. Darüber hinaus suchen Belgien und das Vereinigte Königreich verstärkt den direkten bilateralen Dialog: So wurde 2021 eine gemeinsame Erklärung über künftige Zusammenarbeit unterzeichnet, in der u. a. die Vertiefung der Partnerschaft in Bereichen wie Energie, Sicherheit und Verteidigung vereinbart wurde. Im Januar 2024 bezeichnete der belgische Premier Alexander De Croo die Beziehungen bei einem Besuch in London als „intensiver als je zuvor“.

## Wirtschaftsbeziehungen

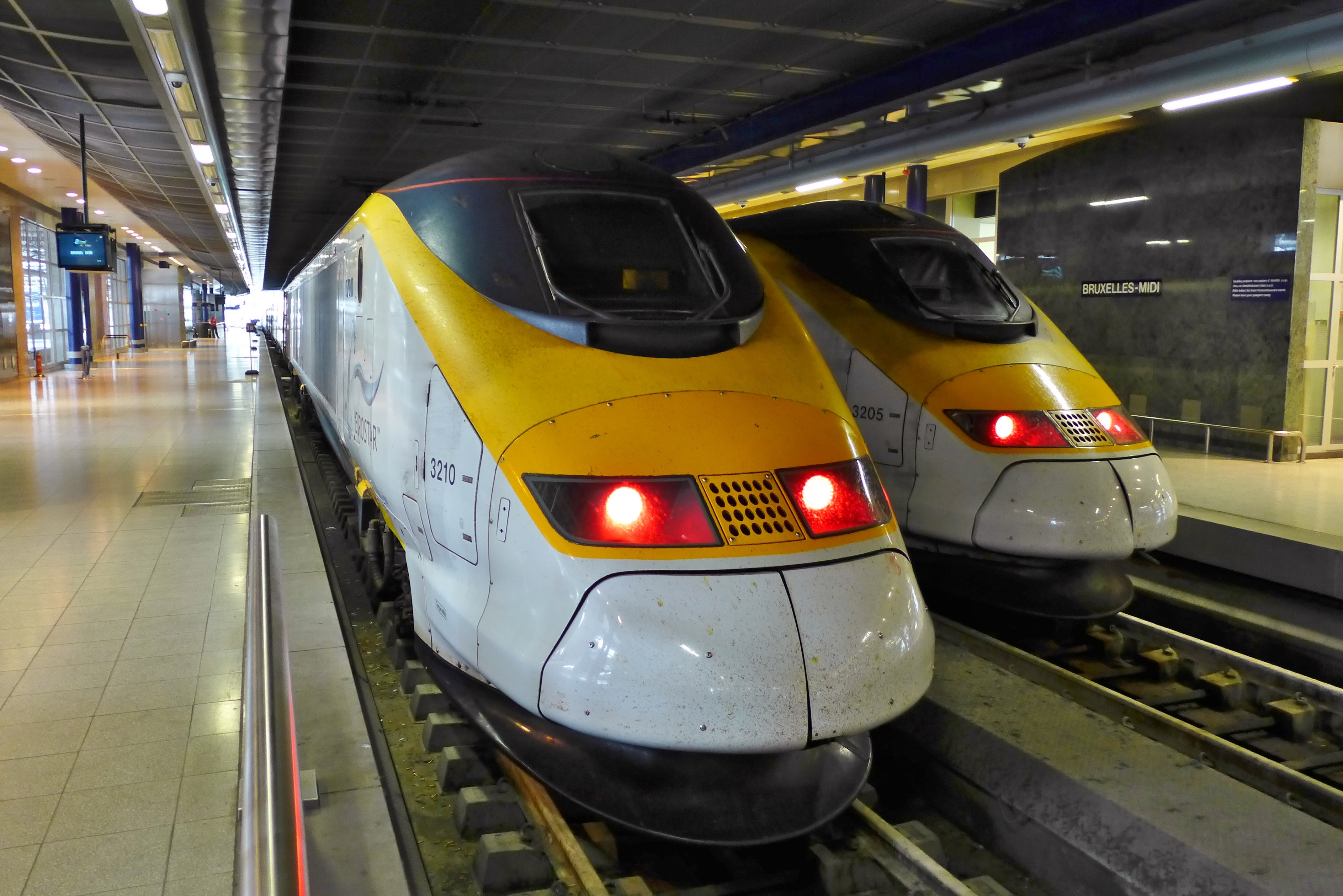
Der Eurostar verbindet Belgien und Großbritannien per Zug

In wirtschaftlicher Hinsicht zählen beide Länder zu wichtigen Handelspartnern. Das Vereinigte Königreich ist einer der größten Absatzmärkte für belgische Produkte – 2022 rangierte es als fünftwichtigster Exportmarkt Belgiens und umgekehrt war Belgien 2024 der achtgrößte Handelspartner des UK mit einem Anteil von rund 3,4 % am britischen Außenhandel. Das bilaterale Handelsvolumen belief sich Mitte der 2020er Jahre auf etwa 60 Mrd. £ pro Jahr. Beide Länder investieren wechselseitig erheblich: So hielten belgische Unternehmen 2023 Direktinvestitionen von fast 50 Mrd. £ in Großbritannien (vor allem im Finanz-, Chemie- und Infrastruktursektor), während auch zahlreiche britische Firmen in Belgien aktiv sind (etwa im Energiesektor und der Pharmaindustrie). Der EU-Austritt Großbritanniens hatte spürbare Folgen für den Handel: Belgiens Warenexporte auf die Insel gingen zwischen 2018 und 2021 um etwa 13 % zurück (etwa 4 Mrd. € weniger Ausfuhr). Der Dienstleistungshandel erwies sich hingegen als robuster und verzeichnete im gleichen Zeitraum nur einen leichten Rückgang.  Beide Staaten bemühen sich, die wirtschaftlichen Beziehungen auch nach dem Brexit konstruktiv fortzuführen – etwa durch bilaterale Abkommen in Bereichen wie Transport, Forschung und Energie (z. B. gemeinsame Offshore-Windpark-Projekte in der Nordsee mit Verbindung der Stromnetze beider Länder).

## Kulturbeziehungen
Kulturell sind Belgien und Großbritannien vielfältig verflochten. Durch die geographische Nähe (nur rund 100 km trennen Belgien und England an der schmalsten Stelle des Ärmelkanals) gab es seit Jahrhunderten wechselseitige Wanderungsbewegungen. Bereits im Mittelalter ließen sich flämische Handwerker in England nieder (und umgekehrt). Während des Ersten und Zweiten Weltkriegs fanden zahlreiche Belgier Zuflucht im Vereinigten Königreich. Dieses Erlebnis trug zur britischen Sympathie für das „tapfere Belgien“ bei, prägte aber auch die britische Kultur (so diente ein belgischer Flüchtling als Vorbild für Agatha Christies Detektivfigur Hercule Poirot). In vielen belgischen Städten – insbesondere in Flandern – erinnern britische Soldatenfriedhöfe und Denkmäler an die gemeinsamen Kriegsopfer. In Ypern erklingt seit 1928 jeden Abend unter dem Menen-Tor der Last Post zu Ehren der gefallenen britischen Soldaten. Auch auf dynastischer Ebene gibt es Verbindungen: Belgiens erster König Leopold I. (reg. 1831–1865) war der Onkel der britischen Königin Victoria, und beide heutigen Königshäuser stammen aus dem Haus Sachsen-Coburg und Gotha (die britische Linie ist seit 1917 als Haus Windsor bekannt). Des Weiteren bestehen rege Austauschbeziehungen in Bildung und Wissenschaft (z. B. Partnerschaften zwischen Universitäten) sowie aktive Gemeinschaften von Auslandsbelgiern in Großbritannien und britischen Expats in Belgien. Mitte der 2020er Jahre lebten über 34.000 in belgischen Konsulaten registrierte Belgier im Vereinigten Königreich.

## Sicherheitskooperation
Sicherheitspolitisch arbeiten Belgien und Großbritannien seit der Entstehung des belgischen Staates eng zusammen. Bereits 1839 gehörte Großbritannien zu den Garantiemächten der belgischen Neutralität und beide Länder kämpften im Ersten und Zweiten Weltkrieg Seite an Seite. Während des Kalten Krieges blieben Belgien und das Vereinigte Königreich enge Bündnispartner im Rahmen der NATO; beide gehörten zu den Gründungsmitgliedern des Bündnisses und unterhalten bis heute enge militärische Kontakte. Wichtige NATO-Einrichtungen befinden sich in Brüssel, wo auch britisches Personal tätig ist. Auch im Bereich der Geheimdienste und Terrorismusabwehr besteht traditionell eine enge Kooperation. 2022 unterzeichneten Belgien und Großbritannien eine Absichtserklärung zur Vertiefung der Zusammenarbeit in Verteidigungsfragen, unter anderem mit dem Ziel, die Marinekräfte beider Staaten bei der Sicherung der Nordsee enger zu vernetzen. Im polizeilichen Bereich vereinbarten beide Regierungen 2023 ein neues Kooperationsabkommen – das erste seiner Art zwischen dem post-Brexit-UK und einem EU-Staat – um den Austausch von Strafverfolgungsdaten und die Bekämpfung grenzüberschreitender Kriminalität (etwa Menschenhandel) zu intensivieren.